# (5298) Paraskevopoulos
(5298) Paraskevopoulos  es un asteroide perteneciente al cinturón de asteroides, descubierto el 7 de agosto de 1966 por el equipo del Observatorio Boyden en Bloemfontein, República Sudafricana.

## Designación y nombre
Paraskevopoulos se designó inicialmente como 1966 PK.
Más adelante fue nombrado en honor al astrónomo griego/sudafricano John S. Paraskevopoulos (1889-1951).

## Características orbitales
Paraskevopoulos orbita a una distancia media del Sol de 2,9890 ua, pudiendo acercarse hasta 2,3466 ua y alejarse hasta 3,6314 ua. Tiene una excentricidad de 0,2149 y una inclinación orbital de 2,1797° grados. Emplea en completar una órbita alrededor del Sol 1887 días.

## Características físicas
Su magnitud absoluta es 13,2. Tiene 9,362 km de diámetro. Su albedo se estima en 0,127.